# Röd barrträdskräfta
Röd barrträdskräfta (Neonectria fuckeliana) är en svampart som först beskrevs av Colin Booth, och fick sitt nu gällande namn 2006 av Lisa Castlebury och Amy Y. Rossman. Röd barrträdskräfta ingår i släktet Neonectria och familjen Nectriaceae.  Arten är reproducerande i Sverige. Inga underarter finns listade i Catalogue of Life.